# دلتا كرونكر

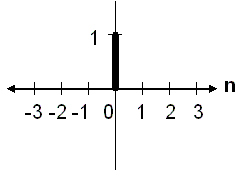

في الرياضيات، دلتا كرونكر (بالإنجليزية: Kronecker delta) هو دالة ذات متغيرين اثنين عادة ما يكونا عددين صحيحين طبيعيين.
{\displaystyle \delta _{ij}={\begin{cases}0&{\text{if }}i\neq j\\1&{\text{if }}i=j,\end{cases}}}
سميت هذه الدالة هلذا نسبة إلى عالم الرياضيات ليوبلد كرونكر.